# جون دالي (نقابي)
جون دالي (بالإنجليزية: John Daly)‏ هو نقابي بريطاني، ولد في 1930.